# 米德爾堡 (佛羅里達州)
米德爾堡（英語：Middleburg）是位於美國佛羅里達州克萊縣的一個人口普查指定地區。

## 地理
米德爾堡的座標為30°03′03″N 81°54′07″W / 30.05083°N 81.90194°W，而該地最高點為海拔高度10米（即33英尺）。

## 人口
根據2010年美國人口普查的數據，米德爾堡的面積為50.70平方千米，當中陸地面積為50.70平方千米，而水域面積為0.00平方千米。當地共有人口13008人，而人口密度為每平方千米256人。